# Сыбанбай, Сакен Абдигаппарович
Сакен Абдигаппарович Сыбанбай (каз. Сәкен Әбдіғаппарұлы Сыбанбай; 16 февраля 1972, Пахтааральский район, Чимкентская область, Казахская ССР, СССР) — казахский журналист, писатель, переводчик. Третий писатель в казахской литературе после Сейдахмета Бердикулова и Несипа Жунисбаева, написавший книгу о футболе.

## Биография
В 1989-1994 годах учился на факультете журналистики Казахского Национального Университета имени Абу Насыра аль-Фараби.
Трудовую деятельность начал в 1992 году в редакции республиканского издания «Ғажайып Үндістан». В 1993-1995 годах работал в журнале «Ак желкен» (рус. «Белый парусь»), а в 1995-1997 гг. — в редакции газеты «Ана тілі» (рус. «Родной язык»). С 1997 года по 2004 год трудился в республиканской газете «Жас Алаш» — сначала как корреспондент, как редактор отдела спорта, потом стал заведующим отдела культуры и литературы, позже — заведующим редакцией. В 2005-2009 годы был первым заместителем главного редактора газеты «Жас казах», а в 2009-2011 годы — первым заместителем главного редактора журнала «Жулдыздар отбасы». С 2011 года по 2017 год работал в газете «Алматы акшамы».
В 2017-2020 годы принимал активное участие в проекте «Новое гуманитарное знание. 100 новых учебников», проработав литературным редактором учебников в общественном фонде «Ұлттық аударма бюросы» («Национальное бюро переводов»). С июня 2020 года является главным редактором республиканского журнала «Парасат» (бывший «Мадениет жане турмыс»).

## Творчество
Автор книг «Ділдің дерті» («Боль души», 2012), «Ғаламтордағы махаббат» («Любовь в интернете», 2021). Его произведения как «Мұңлық», «Бақытты адам» («Счастливый человек»), «Үміт үйі» («Дом надежды»), «Ғаламтордағы махаббат» («Любовь в интернете»), «Бір шәугім шай» («Чайник чая») и др. хорошо известны среди читателей. Отдельные его рассказы переведены на турецкий, узбекский, кыргызский языки. Автор многих текстов песен.
Также вышла в свет его книга, рассказывающая об истории чемпионатов мира по футболу «Ала доптың аламаны» («Пиршество пятнистого мяча», 2015).

## Награды
- Победитель номинации «Лучшая проза года» независимого литературного конкурса «Алтын қалам» (2014).
- Призер специального конкурса рассказов на свободную тему, организованного «Фондом культуры Рахымжана Отарбаева» (2017).
- Призер литературного конкурса «Ауылым – алтын тұғырым» (2017).
- Награжден нагрудным знаком «Ақпарат саласының үздігі» РК.
- Лауреат премии имени Г.Мусрепова, учрежденной редакцией журнала «Жалын».